# Gasthausstraße 48 (Mönchengladbach)

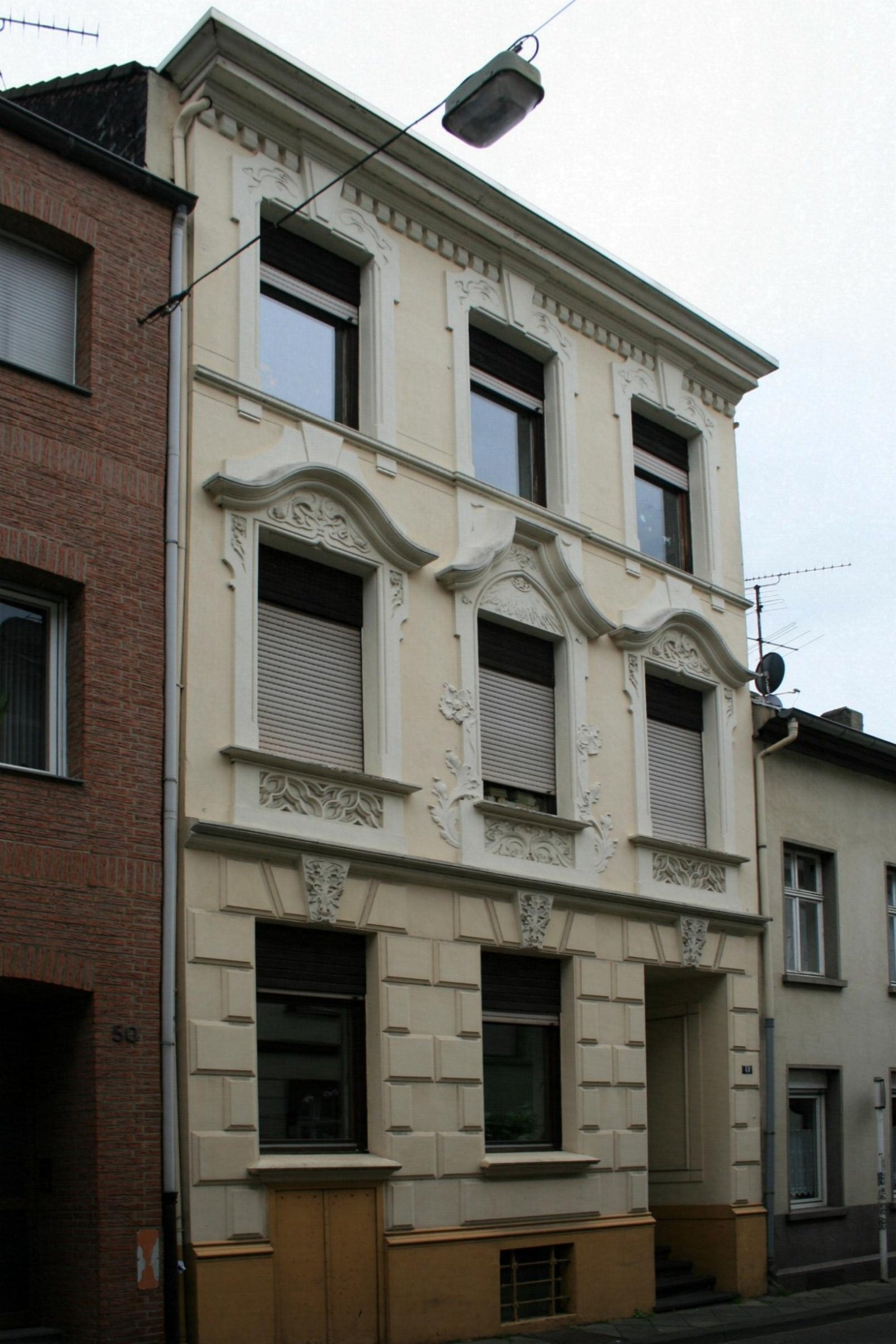
Wohnhaus (2010)

Das Wohnhaus Gasthausstraße 48 steht in Mönchengladbach (Nordrhein-Westfalen) im Stadtteil Gladbach.
Das Gebäude wurde um die Jahrhundertwende erbaut. Es ist unter Nr. G 028 am 15. Dezember 1987 in die Denkmalliste der Stadt Mönchengladbach eingetragen worden.

## Architektur
Die Gasthausstraße liegt innerhalb des historischen Stadtkerns unmittelbar am Ring der alten Stadtmauer. Haus Nr. 48 befindet sich in einer heute von Nachkriegsbauten durchbrochenen historischen Häuserzeile.
Das um die Jahrhundertwende erbaute Dreifensterhaus hat drei Geschosse mit einem Satteldach. Die Fassade ist in historischen Schmuckformen gestaltet.
Das Mietwohnhaus ist aus städtebaulichen und architekturhistorischen Gründen schützenswert.